# 山口隆三
山口 隆三（やまぐち りゅうぞう、1950年8月17日 - ）は、日本のプロゴルファー。

## 来歴
1969年に入学した日本大学ゴルフ部では高橋勝成と同期で、高橋信雄の1年後輩、窪田茂の1年先輩に当たる 。
卒業後の1978年5月にプロ入りし 、1980年のアジアサーキット・インドネシアオープンでは2日目に66をマークし呂西鈞（中華民国）、ブライアン・ジョーンズ（オーストラリア）、ミヤ・アエ（ビルマ）に次ぐ4位に着けた。3日目には72を叩き、日本勢では鈴木智美に次ぐ8位とした。
1983年のアジアサーキット・シンガポールオープンでは最終日14番でホールインワンを達成し、賞金5万シンガポールドル、日本円で約1185万円と副賞のスポーツカー（5万5000シンガポールドル相当）を獲得。
1985年のダンロップ国際オープンを最後にレギュラーツアーから引退。